# Parafia Starokatolicka Świętych Cyryla i Metodego w Brnie
Parafia Świętych Cyryla i Metodego w Brnie - parafia Kościoła Starokatolickiego w Republice Czeskiej. Proboszczem parafii jest ks. Rostislav K. Toman. Nabożeństwa od 1992 roku sprawowane są w niedzielę o godz. 10:00 w ekumenicznej (dzielonej z Kościołem rzymskokatolickim) kaplicy św. Cyryla i Metodego przy ul. Rolnickiej w Brnie.

## Historia
Już na początku XX wieku w Brnie zaczęły tworzyć się grupy wiernych, które sympatyzowały z ruchem starokatolickim. Parafia starokatolicka powstała jednak dopiero w 1907 roku, a uznana przez władze państwowe została 1 października 1911 roku. Gmina starokatolicka licząca początkowo 150 wiernych prawie w całości składała się z Niemców. Brnowska społeczność od samego początku spotykała się z dużymi przeszkodami w swojej działalności, głównie finansowymi, wielkim utrudnieniem był brak stałego miejsca kultu. W okresie I wojny światowej nabożeństwa organizowane były w świątyniach ewangelickich na terenie miasta. W 1930 roku parafia rozpoczęła budowę własnego kościoła i plebanii, jednak ze względów finansowych musiała być ona przerwana, a życie kościelne odbywało się w wynajmowanych od miasta pomieszczeniach. Od 1939 do 1945 roku parafia znajdowała się pod jurysdykcją Kościoła Starokatolickiego Austrii. W 1946 roku z Brna zostali wydaleni ostatni Niemcy, parafia straciła prawie wszystkich wiernych, pozostało ok. 30 osób. Dodatkowo działalność misyjną uniemożliwiały działania czeskich władz komunistycznych, odwilż 1968 roku przyniosła rozwój liczebny parafii i pewnego rodzaju stagnację, przerwaną w latach 80., gdy parafia całkowicie zaprzestała swojej działalności. W 1997 roku brnowska parafia liczyła 15 wiernych i nie posiadała stałego duchownego. Od 2003 roku proboszczem parafii jest ks. Rostislav K. Toman, który prowadzi działalność misyjną. Ze spisu ludności w 2001 roku wynika, że w Brnie i okolicach mieszka ok. 100 starokatolików, z czego nie więcej niż połowa ludzi nie ma żadnych kontaktów z parafią.